# Usina Hidrelétrica Engenheiro Ubirajara Machado de Moraes
A Usina Hidrelétrica Engenheiro Ubirajara Machado de Moraes, também conhecida como Usina Hidrelétrica Véu das Noivas, pois aproveita o desnível que corresponde a Cascata Véu das Noivas no Rio das Antas, no Município de Poços de Caldas (MG). Foi inaugurada em 19 de outubro de 1985. É capaz de gerar até 1 MW a partir de um desnível de 30,93 m.